# Mallorquín sollerico
El sollerico o el habla de Sóller es una variante del catalán mallorquín hablado el municipio de Sóller. El habla de Sóller es la única habla de Mallorca con un vocalismo átono de tres elementos, coincidente con el menorquín y el ibicenco, ya que la letra "o" se cierra a "u" en posición átona. También las relaciones comerciales con Francia, con los correspondientes desplazamientos de mallorquines, albergaron en S'Arracó y Sóller un cierto número de galicismos: recolta (cosecha, del francés récolte), carrota (zanahoria, del francés carotte), peixe (melocotón, del francés pêche), retreta (pensión de jubilado, del francés retraite). Otras palabras características del municipio son babaina (mariposa), canyó (cuello) y beta (patera). Estas frecuentes relaciones comerciales mantenidas con Francia también han provocado un desecho fonético en una parte de hablantes de la población: la confusión de los dos fonemas róticos, la latiente (/ɾ/) y la vibrante (/r/), en uno solo, la erre uvular (/ʀ/). Su situación estratégica y aislada del resto de la isla por la Sierra de Tramuntana hizo que el habla tuviese menos relación con los otros pueblos de la isla. Y, en cambio, debido al comercio de naranjas y limones del Valle de Sóller con Europa (sobre todo con Francia) y el Caribe, el Puerto de Sóller fue un puerto donde se estableció una notable relación comercial con Francia.